# Santo Biasatti
Santo Virgilio Biasatti (Buenos Aires, 6 de diciembre de 1943) es un periodista y presentador de televisión argentino, además de prosecretario del Club Atlético Belgrano.

## Trayectoria
Posee dos títulos universitarios en Biología y Medicina.
Comenzó en la revista Atlántida en 1965. Dos años más tarde, publicó en la revista Gente su primera nota firmada, la misma trató sobre el primer trasplante de corazón que se realizó en el país.
En 1970, participó en Generación Espontánea, en la trasnoche de 12:30 a. m. a 5:00 a. m., por Radio Belgrano. Los conductores eran Miguel Ángel Merellano, Efraín Pérez Ibáñez, José de Zer, Jorge Cané, Ana Petrovic y Enrique Walker.
Junto a Héctor Ricardo García comenzó a trabajar en Crónica, donde fue el primer redactor de la sección La Pavada. Luego, se desempeñó como primer secretario de Redacción de la revista Flash. A partir de 1969 García compra Canal 11 y Biasatti colabora como productor en Matinee, el programa de la tarde que afianzaría el índice de audiencia del canal, pasando a ser líder por primera vez. Posteriormente participó como columnista en el Noticiero.
Durante la década de 1980, condujo el programa político Opiniones, por Radio Colonia. En 1983, fue convocado para hacerse cargo de la gerencia de noticias de Radio Mitre.
Hacia 1985 hizo, junto a Jorge Marchetti, un periodístico de entrevistas a grandes personalidades extranjeras que se emitió por el entonces Canal 11 de Buenos Aires llamado "Contacto Internacional", que fue de corta duración.
Luego pasó a Del Plata para conducir Contacto Directo, programa que se emite desde 1994 por Radio Rivadavia, de lunes a viernes, de 7 a. m. a 1 p. m..
Trabajó en Todo Noticias desde el primer día de transmisión de la señal por cable, el 1 de junio de 1993. Condujo Síntesis del Mediodía desde 1996 hasta 1998. De 1998 hasta 2004 condujo El noticiero de Santo, junto con Silvia Martínez Cassina. El 4 de diciembre de 2017, se anuncia su retiro de TN y Canal 13 tras 26 años: el 15 de diciembre fue su último programa como conductor del noticiero Telenoche con María Laura Santillán. 
Desde que comenzó a cubrir el asesinato de José Luis Cabezas recibió continuas amenazas. Más de 500 personas, entre periodistas, políticos y oyentes se juntaron el 12 de febrero de 1997, frente a Radio Rivadavia para repudiar las amenazas de muerte que recibió.

## Premios
Con nueve Premios Martín Fierro, ocho Broadcasting y dos Premios Konex, entre otros galardones, es uno de los periodistas más premiados de la Argentina.

## Vida privada
De dos distintos matrimonios tiene dos hijos, Marcelo y Mariano.
Está en pareja con Carolina Fal y se casaron en el 2019. Tienen dos hijas en común: Sofía, nacida el 24 de febrero de 2011 y Lucía nacida el 14 de enero de 2013.  
El 14 de mayo de 2012 fue secuestrado por delincuentes durante dos horas y finalmente liberado en el barrio porteño de Villa Soldati.

## Trabajos en televisión

### Telefe
- Teleonce Informa (1971-1974)
- Informe Once (1974-1976)
- La Noticia (1984-1986, 1988-1989)
- Cien Noticias (1986)
- Atardecer (1987-1988)
- A las Siete de la Tarde (1989-1990)

### TN
- El Programa de Santo (1993-2003)
- Otro Tema (2003-2015)

### Eltrece
- Síntesis (1995-2004)
- Síntesis del Mediodía (1996-1998)
- El Noticiero de Santo (1998-2004)
- Telenoche (1990-1993, 2004-2017)

### Crónica HD
- Santo Día (2018-2020)
- Otro Tema (2019)

### Net TV
- Reperfilar (2021-2022)

## Trabajos en radio
Radio Belgrano
- Generación espontánea

Radio Colonia
- Opiniones

Radio Del Plata
- Contacto Directo

Radio Rivadavia
- Contacto Directo

Radio La Red
- Santo por la mañana[2]

Radio Mitre
- Buen día, Santo

Radio Continental
- Santo Continental

La 990
- Contacto Directo